# Hints, Allegations, and Things Left Unsaid
Hints, Allegations, and Things Left Unsaid es el primer álbum de Collective Soul, banda de rock alternativo proveniente de Atlanta. En un principio el material fue lanzado por Rising Storm Records, un pequeño sello discográfico indie de Atlanta. Este primer lanzamiento incluía una canción adicional, una balada titulada "Beautiful World", la cual no formaría parte de la versión de Atlantic Records. El álbum le dio más atención a la banda, lo que hizo que Atlantic Records los tuviese en cuenta para firmar con ellos y relanzar el álbum en 1994 bajo este sello.
El título del álbum proviene de la letra de una canción de Paul Simon titulada "You Can Call Me Al" (1986).
En tirajes posteriores de la edición alemana la portada es diferente con una mariposa bordada sobre un lienzo de color azul.
Los sencillos difundidos fueron "Shine", "Breathe" y "Wasting Time"; "Shine" fue el que consiguió mayor éxito en los rankings, haciendo que Hints, Allegations, and Things Left Unsaid llegara al n.º 15 en el "Billboard 200".

## Lista de canciones
1. "Shine" – 5:05
2. "Goodnight, Good Guy" – 3:26
3. "Wasting Time" – 3:13
4. "Sister Don't Cry" – 4:00
5. "Love Lifted Me" – 3:49
6. "In a Moment" – 3:54
7. "Heaven's Already Here" – 2:37
8. "Pretty Donna" – 1:59
9. "Reach" – 4:22
10. "Breathe" – 3:03
11. "Scream" – 2:55
12. "Burning Bridges" – 3:38
13. "All" – 3:34

## Miembros
- Ed Roland — voz, guitarra, productor
- Ross Childress — primera guitarra
- Will Turpin — bajo, voz
- Dean Roland — segunda guitarra
- Shane Evans — batería